# قلعه کیتسوکی
قلعه کیتسوکی (به ژاپنی: 杵築城، Kitsuki-jō)، یک قلعه ژاپنی به سبک یاماجیرو دوره ادو است که در شهر کیتسوکی، اوئیتا، استان اوئیتا، ژاپن است.